# Дийн Уинчестър
Дийн Уинчестър е герой от телевизионния сериал на CW Свръхестествено, изигран от Дженсън Екълс. Той лови демони, духове и други свръхестествени същества с брат си Сам.

## Биография
Дийн е роден на 24 януари, 1979 и е дете на Джон и Мери Уинчестър. Той е първородното дете на двойката и е по-големия син, с четири години по-възрастен от брат си Сам.
Дийн кара черен Шевролет Импала от 1967 с четири врати (подарен от баща му) и е фен на класическата рок музика и хевиметъл. Той винаги носи амулет, подарен от Боби Сингър. В епизода „Една наистина свръхестествена Коледа“, се оказва че амулетът му е подарен на Коледа, 1991. Амулетът всъщност е бил за Джон, но след като баща им не успява да си дойде, Сам го дава на Дийн, казвайки му: „Татко ме излъга, искам ти да го вземеш“, и защото Дийн отчаяно се е опитвал да направи Коледата му хубава. Също така Дийн носи сребърен пръстен на десния си безименен пръст. Освен това има малка татуировка на горната лява част на торса си; тя е защитен пентаграм с лъчите на Слънцето около него.
Също така Дийн е фен на Джак Никълсън и вероятно гледа Опра. Той се опитва да направи лъч светлина в приключенията им със Сам и е познат със злия си хумор и сексуални намеци. Дийн се страхува от летене и твърди, че това е причината да кара навсякъде. Въпреки неговите познания за живота след смъртта, той не вярва в Бог. Той пази семейството си и за него тяхната безопасност е най-важното, дори отивайки толкова далеч, че да убие демон и човекът, в който се е вселил, както и да продаде душата си, за да спаси живота на Сам.

### Сезон 1
Със започването на сезона, Дийн на 26 е ловец; той ловува и убива свръхестествени същества. Обикновено е с баща си Джон, но понякога отива сам. Сам, междувременно, е ученик в по-горен курс в Станфордския университет. Дийн се появява и иска помощта на Сам, за да намерят баща си, който е изчезнал. Докато го търсят приятелката на Сам, Джесика, е убита по същия начин както е убита и майка им преди години, Сам изоставя колежа, за да пътува с Дийн в търсене на Джон и да отмъстят за Джесика. Сам скърби и се чувства виновен за смъртта на Джесика, поради което става безразсъден в ловуването. Дийн започва да се страхува за здравето на брат си защотото ще го убие. Той дава на Сам съвет, когато са откровени един към друг в епизода Уендиго и му казва да повдигне духа си защото имат да вървят по много дълъг път.
В началото на сезона („Кожа“), Дийн и Сам се бият с върколак виновен за няколко брутални убийства в Сейнт Луис, Мисури. По време на епизода, върколака приема формата на Дийн, карайки полицията да мисли, че Дийн е виновен за убийствата. Въпреки това, Дийн го убива докато все още е прел неговата форма и го обявяват за мъртъв.
Джон най-накрая се свъзва с момчетата—ясно е, че Дийн отчаяно търси одобрението на баща си, докато Сам е много възмутен от баща си, въпреки че е негов любимец. Джон разкрива, че е бил далеч от тях защото е търсил демонът, който е убил майка им и за първи път той има някои много добри следи. Неговата привързаност към синовете му може да е срещу него, затова иска да стоят далеч от него. Въпреки това семейството се събира, когато намират специален револвер, който според Джон може да убие „всичко“, включително демонът убил жена му.
В края на сезона Сам, Дийн и Джон са избягали от Азазел, жълтоокия демон. Докато Сам кара ранените Дийн и Джон към болница, тир с шофьор, обсебен от демон, блъска Импалата, причинявайки огромни щети на колата и на сем. Уинчестър.

### Сезон 2
Тримата от сем. Уинчестър оживяват, но Дийн е най-зле от тримата. В първия епизод, „Докато умирах“, Дийн е в кома и жътвар, на име Теса, се опитва да го убеди да умре. В опит да го спаси, Джон сключва сделка с Азазел, давайки живота си в замяна на живота на Дийн. Преди да умре, Джон прошепва нещо в ухото на Дийн, което публиката не може да чуе.
През първата половина на сезона, Дийн се бори със смъртта на баща им, както и със знанието, че той всъщност е трябвало да умре. По-късно той е преследван от думите на баща си. В повратната точка на сезона се окзава, че Джон е казал на Дийн, че Азазел да направи Сам лош и ако Дийн не може да го спаси, да го убие.
По време на разследване в Балтимор, Мериленд в „Обичайните заподозрени“, Дийн е арестуван във връзка с други убийства. Оказва се, че Дийн има впечатляващо полицейско досие, с обвинения през годините включващи: измами с кредитни карти, влизане с взлом и оскверняване на гробове. Въпреки това Сам и Дийн успяват да докажат, че убийствата са извършени от един от детективите по случая, не е разкрито дали обвоненията към Дийн са свалени. Проблемът остава, защото властите разбират, че Дийн не е мъртъв, както са си мислели преди. В „Върколак“, екип от ФБР агенит, водени от специален агент Виктор Хендриксън, настигат братята в Милуоки, Уисконсин, където извършват обир и няколко убийства са добавени в списъка с престъпления на Дийн.
В края „Ад под небето, първа част“, тъкмо когато Дийн пристига за да спаси брат си, Сам е намушкан и колабира в ръцете на Дийн. Сам умира, оставяйки Дийн последния Уинчестър. Дийн, вярвайки че е провалил Сам, е твърде разстроен от смъртта му, и отива на кръстовище, за да направи сделка с Кръстовищен демон за живота на Сам срещу неговата душа. В края на Дийн му е дадена една година живот след възкресението. Първо Боби Сингър е единствения, който знае какво е направил Дийн, защото Сам не може да си спомни нищо след като Джейк го намушка и Дийн измисля лъжа как Боби го е излекувал. Боби се кара на Дийн за това което е сторил и Дийн го моли да не казва за стореното на Сам.
Азазел пита Дийн дали е сигурен, че това което е върнал е „същия“ Сам след като той убива Джейк жестоко без никаква милост. Сам разбира какво е направил Дийн в края и Дийн му казва да не се ядосва, че не е можел да го остави да умре, не така. Сам обещава да го измъкне от сделката, без значение как. В края на сезона, Дийн убива Азазел с Колтът, освобождавайки душата на баща им, но по време на битката, стотици други демони се освобождават и сега Дийн и Сам трябва да ги победят, както и да намерят начин да спасят Дийн от смъртта.

### Сезон 3
В премиерния епизод на сезона „Великолепната седморка“, Дийн прави най-доброто от последната си година, не се притеснявайки за безопасността си, докато Сам отчаяно се опитва да намери дупка в договора. Докато разслеват случай със семейство остаряло за минути, Дийн, Сам и Боби се съюзяват със семейство ловци, Тамара и Айзък. Скоро те осъзнават, че се бият със „Седемте смъртни гряха“ когато Айзък е убит от Чревоугодничество, оставяйки братята, Боби и Тамара да се бият с вековно стари демони. Когато един от демоните, Гняв, превзема тялото на Айзък и измъчва Тамара със стари спомени, научаваме че двойката започва да ловува когато тяхната дъщеря е убита от нещо свръхестествено. Тамара, неспособна да слуша повече, скача от прага, избутвайки солта. Докато Тамара бие обладания Айзък, чакащите демони започват да се бият с братята и Боби в къщата.
В епизода „Децата са добре“, Дийн се среща с Лиса, старо „завоевание“ от повече от осем години, и разбира че тя има осем годишен син, на име Бен, който изглежда притежава доста от качествата на Дийн, от неговата любов към класическия рок до неговата реч и любов към дамите. Докато Дийн пита дали това е неговият син или не, Сам среща мистериозна блондинка, на име Руби, отново и тя му дава съвет да търси хора, които е познавала майка му. Братята разбират, че децата са сменени и побеждават майката. Лиса казва на Дийн, че Бен не е негов син, и Дийн е някакси разочарован. Междувременно, Сам разбира, че Руби е демон.
В епизода „Лов на вещици“ Сам и Дийн срещат три вещици и получават малко помощ от Руби. Те също така научават, че тя е била човек, както и всички демони които са срещали. Дийн също така научава от Руби, че не може да се измъкне от сделката и след година ще умре и ще се превърне в демон. Сега Дийн трябва да научи Сам да се бие с демони и след като го няма.
В епизода „Сън, мой сън“, Боби Сингър изпада в кома, а Сам и Дийн разследват убийството на учен. Те свършват затворени в съня на Боби. Дийн вижда себе си като демон, който му казва Джон Уинчестър залагал на Сам, но мислел към Дийн като към инструмент. След като се събужда, Дийн признава на Сам, че не иска да умре. Междувременно, Бела открадва Колтът.
В епизода Мистериозното място, Сам е принуден да преживява вторник, в който Дийн умира по различен начин всеки ден. Сам осъзнава, че виновникът е Фокусникът, злодеят от втория сезон. Най-накрая става сряда, но този път Дийн умира и не се съживява. Сам прекарва месеци в опити да хване Фокусникът, който се опитва да накара Сам да разбере, че той и Дийн не могат да продължават да правят жертви един за друг. След това Фокусникът праща Сам отново в сряда.
В епиозода „Правилата на войната“, агенти на ФБР и агент Хенриксън успяват да заловят Сам и Дийн, благодарение на съвет от Бела. Докато Сам и Дийн са в затвора, обладан от демон отива, за да ги убие. Руби отива, за да им помогне, но се ядосва, когато разбира, че са изгубили Колтът. Тя казва, че знае магия, която ще унищожи всички демони наблизо, включително нея, но тя е готова да направи тази саможертва, за да помогне на Сам. Също така и от сърцето на девствен човек. Сам и девственицата, Нанси, се съгласяват с плана, но Дийн отказва да я убият. Планът на Дийн е да направят ексорзсизъм на демоните проработва, но полицейският участък е нападнат от Лилит. Лилит, която приема формата на момиче иска да убие Сам.
Дийн продължава да търси начини да избегне съдбата си, но Руби му казва, че няма начин да го спаси от това да стане демон. След 'разговора' с образ представящ неговото бъдеще в 'демонска форма', Дийн става още по-депресиран. Малко преди да изтече времето на Дийн, той научава че Лилит, демонът искащ да убие Сам държи договора му.
Дийн и Сам правят последен опит да убият Лилит. Руби и тримата са преследвани от адска хрътка, която е дошла за Дийн до стая. Дийн бързо разпознава, че тя е обсебена от Лилит. Тя отваря вратата, за да влезе адската хрътка, която разкъсва Дийн пред лицето на ужасения Сам. Сам успява да завземе контрол и взима ножът, но Лилит напуска тялото, в което Руби се е била вселила преди това, преди Сам да я намушка. Сам кляка до кървавтото и безжизнено тялото на Дийн и започва да плаче. В последната сцена на сезона, Дийн е показан в Ада, хванат в безкрайни окови, които минават през тялото и вика името на Сам.

### Сезон 4
Сезонът започва четири месеца след края на третия сезон. Дийн се съжбужда в ковчег. Той успява излезе от гроба и намира бензиностанция наблизо, затворена е но Дийн влиза и без това. Взима си малко вода, храна и копие от списанието Busty Asian Beauties. Преди да си тръгне той взима парите. Тогава той вижда телевизора и радиото да се включват. Шумът е твърде силен за Дийн. Прозорците на бензиностанцията също се чупят. След това Дийн открадва паркирана кола. Той се обажда на Боби, който не му вярва. Дийн пътува до къщата на Боби, където се сбиват докато Дийн най-накрая убеждава Боби, че това наистина е той (той се порязва със сребърен нож и няма ефект от светената вода хвърлена в лицето му). Те опитват да се свържат със Сам, но номерът му е невалиден. След като намират местоположението на Сам се събират щастливо. Отново в Импалата братята търсят каква сила е измъкнала Дийн от Ада. По-късно се оказва, че това е ангел на име Кастиел, който е накаран от Бога да го измъкне и да му каже, че има работа за него.
Дийн не помни нищо от това, което е преживял в Ада. Неговата личност не се е променила и той твърди, че не помни нищо от това, което е преживял, но има неща, които подсказват, че това е лъжа. Преди да се събуди в ковчега има близък кадър на очите му с червена светлина около тях и писъци от агония (неговите и на други). Също така по-късно в епизода, докато е в банята на мотела, в който е отседнал Сам, той поглежда в огледалото и се повтаря същата сцена като в началото на епизода и Дийн веднага започва да изглежда притеснен, показвайки че може би помни нещо, ако не всичко, от мъченията му.